# Jacques-Émile Lecaron
Pour les articles homonymes, voir Lecaron.
Jacques-Émile Lecaron est un architecte français né à Paris le 23 juin 1939.

## Biographie
Son premier contrat professionnel concerne le plan d'urbanisme de Vesoul en 1970 : il y dessine le lac de Vaivre.
À Clamart, Jacques-Émile Lecaron signe cinq maisons en lisière du bois. Des maisons exceptionnelles pour un « monde trop beau pour être englué dans le conformisme », comme la maison d’acier, à la façade ondulante en bois et en acier, ou la maison de l’Arche de Noé, un pavillon de banlieue transformé en maison de conte de fée moderne. 
La maison Toulaho, qui abrite l'agence de l'architecte et son logement, se trouve tout en haut (d'où son nom). C'est un cube de verre entouré par la végétation, dans lequel est incrustée une cabane en bois. La maison Toulaho est un collage poétique : elle associe la modernité des lignes, des matériaux et des techniques de construction d’un cube de verre, à la simplicité d’une cabane en bois qui évoque l’univers féerique des enfants. La poésie de ce lieu se dégage également des jeux de transparence et de reflets créés dans ce cube vitré.  
L’histoire de la maison Toulaho est un conte. Au cours d’une promenade, Jacques-Émile Lecaron a découvert une cabane de forgeron au milieu d’un terrain boisé, et de là est née l'idée de la maison Toulaho : une cabane suspendue dans un cube de verre, que l’architecte imaginait ainsi : « Elle m'apparaissait comme suspendue au cœur du jardin d'hiver ».

## Réalisations
- Maison du Parc, parc Pierre Lagravère, île marante, Colombes, 1998
- intérieur de la Maison Wagner, 27 avenue du Château, Meudon, 1993[4]
- plusieurs maisons à Clamart et à Sèvres[5],[6]
- colonne tronquée pour le contrôle de la pollution de la Seine, parc de l'île Saint-Germain, Issy-les-Moulineaux, 1994